# Ишеево (Нижегородская область)
Ише́ево (тат. Ишавылы) — деревня в Спасском районе Нижегородской области. Входит в состав Базловского сельсовета.

## География
Деревня находится на берегу реки Урынга.

### Часовой пояс
Деревня Ишеево, как и вся Нижегородская область, находится в часовой зоне МСК (московское время). Смещение применяемого времени относительно UTC составляет +3:00.

## Население
| 2002 | 2010 |
| ---- | ---- |
| 232  | ↘199 |

## Улицы
| - ул. Восточная, - ул. Колхозная, | - ул. Мира, - ул. Новая. |